# Димитър Райков
Димитър Иванов Райков е български ортопед-травматолог, професор, ректор на Медицински университет – Варна от 2024 г.

## Биография
Роден е през 1963 г. във Варна, учи в Първа езикова гимназия в родния си град. Завършва Медицински университет – Варна (1990), специалност „Ортопедия и травматология“ (1997), специализации в Австрия (2003 – 2007).
Доктор по медицина (2008) с дисертация на тема „Екстракорпорална шоково вълнова терапия при лечение на травми и заболявания на крайниците“. Хабилитиран като доцент (2010) към катедрата по ортопедия и травматология на МУ – Варна. Доктор на науките (2017) с дисертация „Консервативно лечение на вродено еквиноварусно ходило. Метод на Понсети – утвърден стандарт“. Професор от 2018 г.
Ръководител на катедрата по ортопедия и травматология в МУ – Варна (2015 – 2024).
15-ият ректор на Медицински университет – Варна (2024).

## Научни интереси
Професионалните интереси и специализации на проф. Д. Райков са в следните области: ултразвукова диагностика и лечение на дисплазия на ТБС при деца (Stolzalpe AKH – Dr. Reinghard Graf, Австрия); артроскопия на колянна става, ендопротезиране на ТБС и коляно, основи на гръбначната стабилизация, лечение на мускулоскелетни деформитети при деца (AKH Wien, Universitätsklinikum); екстракорпорална шоково вълнова терапия в ортопедията (Stosswellenzentrum Wien – Dr. Wolfgang Shaden, Австрия); остеосинтеза при фрактури на костите при деца и възрастни.
Научната му дейност е представена в над 100 научни статии, доклади и съобщения, публикувани в страната и чужбина. Автор е на монография със заглавие „Ентезопатии в ортопедичната практика“.

## Членство в организации
Проф. Д. Райков е член на: 
- Българската ортопедично-травматологична асоциация (БОТА),
- управителния съвет на Секцията по детска ортопедия към БОТА,
- заместник-председател на Българското дружество по хирургия на ходилото и глезена,
- Европейската асоциация на ортопедичните дружества (EFFORT),
- Международната ортопедична организация по екстракорпорална шоково вълнова терапия (ISMST),
- Европейската федерация на дружествата по хирургия на ръка (FESSH),
- Световната организация по хирургия на ръката (IFSSH),
- ISMUS – International Society for Musculoskeletal Ultrasound,
- управителния съвет на Българското сдружение „Ултразвук в медицината“ (секция „Ортопедия“).[8]

Регионален консултант по ортопедия и травматология за Североизточна България, член на редакционния съвет на списание „Ортопедия и травматология“, член-координатор за България на Американско-австрийската фондация (AAF) за работа и квалификация на медицински специалисти със седалище Виена, Австрия.
Председател е на държавна изпитна комисия по специалността „Ортопедия и травматология“.